# Bertil Ohlin
Bertil Gotthard Ohlin [ˈbæʈil uˈliːn], född 23 april 1899 i Klippan i Skåne, död 3 augusti 1979 i Vålådalen i Jämtlands län (skriven i Kungsholms församling i Stockholm), var en svensk nationalekonom, professor och politiker (folkpartist). År 1977 fick han Sveriges Riksbanks pris i ekonomisk vetenskap till Alfred Nobels minne (delat med James Meade). Hans viktigaste nationalekonomiska bidrag är det så kallade Heckscher-Ohlin-teoremet.
Ohlin var partiordförande för Folkpartiet från 1944 till 1967. Under en stor del av denna tid var han att betrakta som oppositionsledare. Han ledde Folkpartiet till betydande opinionsmässiga framgångar under 1940- och 1950-talet. Under Ohlins partiledarskap steg stödet för Folkpartiet till sin toppnotering 1952 med 24,4 procent av väljarstödet för att efter rekordvalet plana ut på en nivå strax under 20 procent ända till 1970-talet.

## Uppväxt
Bertil Ohlin var son och det tredje barnet av åtta till kronolänsmannen, sedermera landsfiskalen Elis Ohlin (1867-1946) och Ingeborg Sandberg (1872-1955). Modern var den framträdande gestalten i hans barndom och hon var starkt politiskt engagerad vänsterliberal, med Karl Staaff som sin stora idol, och nordist. Ingeborg Sandberg var kusin till den norska statsministern Gro Harlem Brundtlands mormor.

## Utbildning
Den unge Ohlin påvisade en stor begåvning för matematik i skolan och gick gymnasiet på Nicolaiskolan (fd. Gossläroverket) i Helsingborg och träffade då Ruben Rausing, vilket påbörjade en livslång vänskap. Under gymnasieåren började hans politiska medvetande vakna och Karl Staaff och Arvid Lindman hörde till de politiker vars massmöten han närvarade vid.
Ohlin inskrevs efter studenten vid Lunds universitet, där han avlade filosofie kandidatexamen 1917. Bland hans lärare där fanns Knut Wicksell och Emil Sommarin. Han gick med i Lunds studenters helnykterhetsförbund och var medlem av D.Y.G.
Sedan började han vid Handelshögskolan i Stockholm, där Eli Heckscher såg till att han gick med i den prominenta Ekonomiska klubben. Även Gustaf Cassel, professor i nationalekonomi och finansvetenskap i vid Stockholms högskola 1904–1933, blev en viktig person för hans intellektuella utveckling. År 1919 avlade han ekonomisk examen vid Handelshögskolan och erhöll titeln Diplomerad från Handelshögskolan i Stockholm (DHS). Därefter blev han invald i Frisinnade ungdomsförbundets styrelse.
Nyfiken bland annat på fabianismen och på den liberale ekonomen John Maynard Keynes idéer reste Ohlin på studieresa till Cambridge och Harvard. Där tog han en Masterexamen vid Harvard 1923. Efter hemkomsten disputerade han vid Stockholms högskola för professor Gustaf Cassel 1924 på avhandlingen Handelns teori (Handelshögskolan i Stockholm började inte promovera doktorer förrän 1946) Efter disputationen blev han docent.

## Karriär

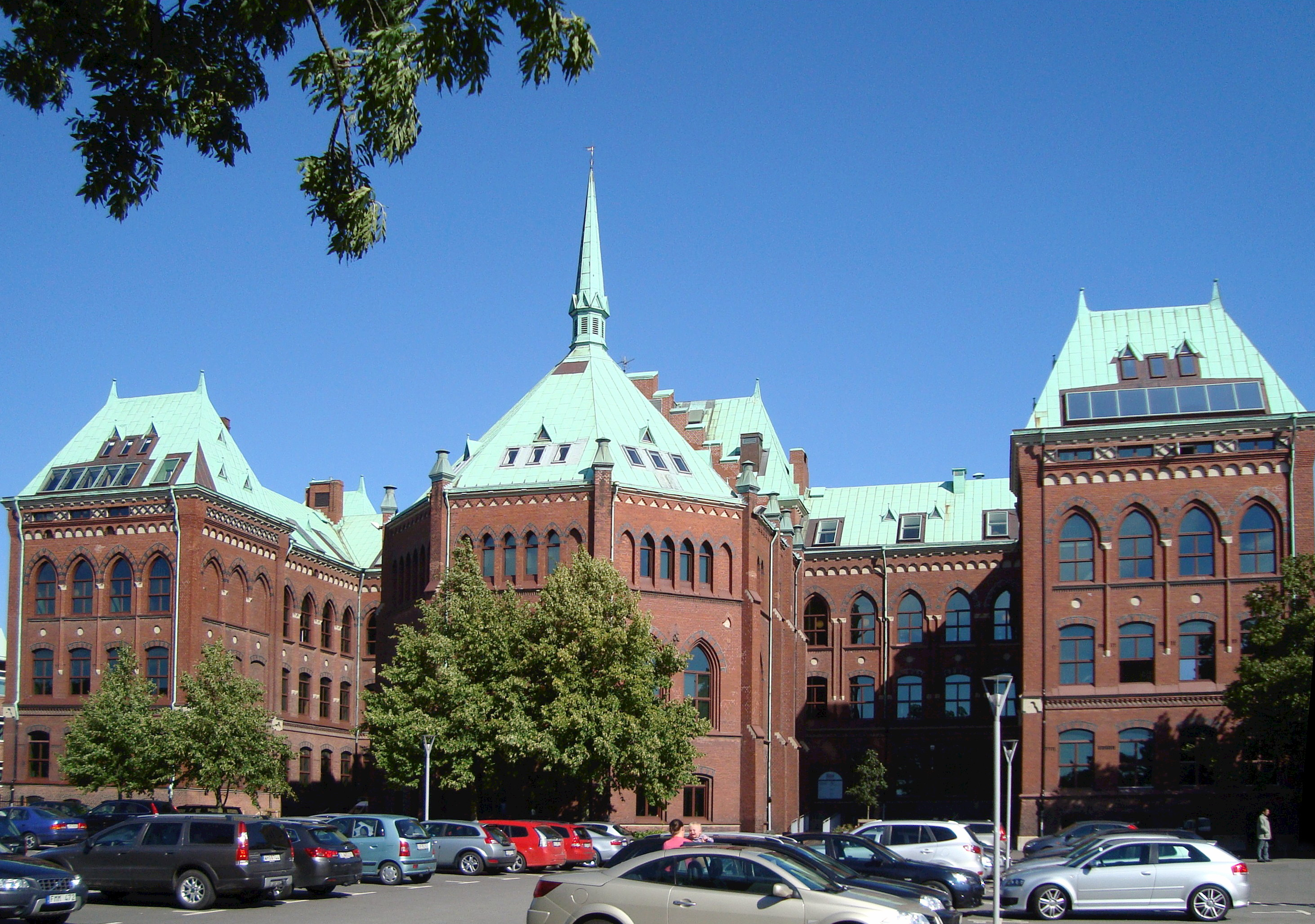
Bertil Ohlin studerade vid Gossläroverket (senare Nicolaiskolan) i Helsingborg.

Mellan 1924 och 1929 var Ohlin professor i statsvidenskab vid Köpenhamns universitet, och blev dansk medborgare 1925. Under åren i Köpenhamn befäste han sin ställning i den aktuella debatten, genom ett flertal artiklar om liberalismens framtid och problem med socialismen. När Keynes publicerade The end of Laissez-faire 1926, blev det början till en vändpunkt för den dittills nyklassiske Ohlin, som ideologiskt stod till vänster bland liberalerna och kunde sympatisera med socialdemokratin. I sitt avskedsanförande i Köpenhamn överraskade han genom att peka på fattigdomen bland de grupper som normalt inte innefattades i politikens målgrupper, nämligen småbrukare, småföretagare, änkor, pensionärer, ”det glömda Sverige”.
Sedan återvände han till Stockholm, där han var professor i nationalekonomi vid Handelshögskolan i Stockholm åren 1929–1965, och blev åter svensk medborgare 1931. Han gifte sig 1931, med filosofie kandidaten Evy Kruse (1908–1990), dotter till medicine licentiaten Charles Kruse och Elsa Sandberg; genom sina mödrar var de släkt. Tillsammans fick de tre barn, bland annat dottern, Anne Wibble, Sveriges finansminister 1991–1994.
När Ohlin återkom till Stockholm hade hans jämnårige, socialdemokraten Gunnar Myrdal, blivit "i ropet" i de nationalekonomiska kretsarna vid Handelshögskolan i Stockholm. Gunnar Myrdal var professor i nationalekonomi vid Stockholms Högskola 1933–1947. Trots att de tillhörde olika partier skulle de framgent betraktas som ett vetenskapligt par, och de bildade stommen i den så kallade Stockholmsskolan. Från denna tid började han även ha personliga kontakter med Keynes, till vilken han ställde sig något tvehågsen, då hans beundran ibland överskuggades av hans tävlingsinstinkt. Hans stöd för Keynes' stabiliseringspolitiska teorier ledde emellertid till en brytning med Heckscher 1935.
Under 1930-talet och framåt ingick Ohlin som sakkunning i flera kommissioner för svenska staten samt för Nationernas förbund, där han var ledare för dess kommission angående den världsekonomiska depressionen efter Wall Street-kraschen 1929. År 1934 blev Ohlin utsedd till ordförande för det nybildade Folkpartiets ungdomsförbund, vilket han var fram till 1939. Från 1937 blev han alltmera inriktad på sin politiska roll. År 1938 valdes han in i första kammaren, och en kort tid 1944–1945 var han också handelsminister i samlingsregeringen. Ohlin var tidvis kritisk mot samlingsregeringens eftergifter till nazisterna, särskilt gällande censuren av pressen. Han medverkade vid flera tillfällen på den antinazistiska och mot samlingsregeringen kritiska Tisdagsklubbens möten.
År 1944 valdes han till partiordförande för Folkpartiet. Efter samlingsregeringens upplösning 1945 fortsatte han som riksdagsledamot i andra kammaren, och 1949 blev han medlem av Europarådet.

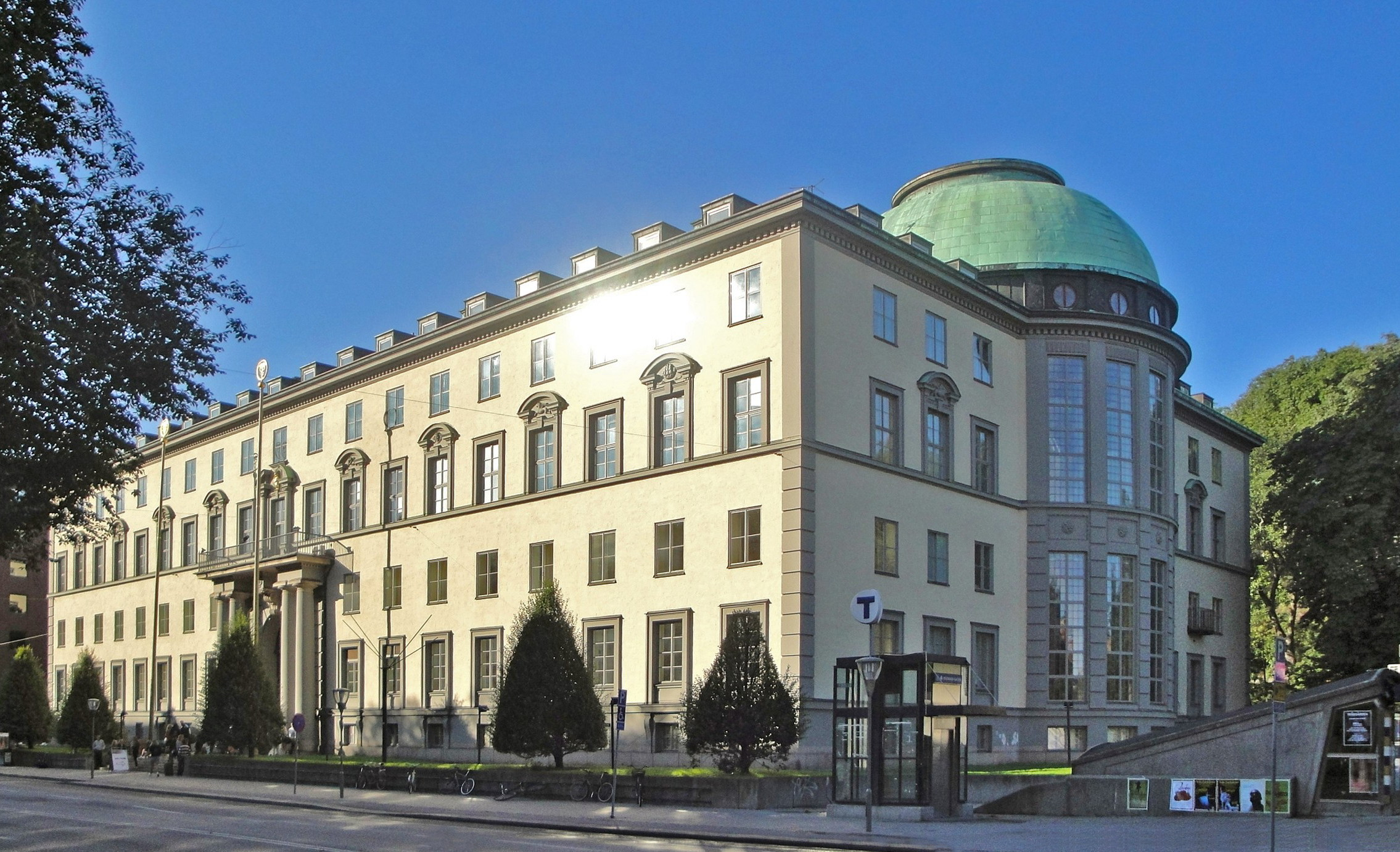
Bertil Ohlin avlade ekonomisk examen vid Handelshögskolan i Stockholm. Han var professor i nationalekonomi vid högskolan 1929–1965 och är en av högskolans mest namnkunniga professorer genom tiderna.

Vid sidan av politiken fortsatte han alltjämt med sin akademiska gärning, och hade ett flertal gästprofessurer i USA, vid Sorbonne, Cambridge och Oxford. För allmänheten var han främst känd som opinionsbildare under sin långa tid som ordförande för oppositionspartiet Folkpartiet 1944–1967. På grund av hans nära samarbete med tunga namn inom regeringspartiet, fick han också gehör i många frågor. Folkpartiet det största borgerliga partiet under Ohlin, och hade 58 mandat 1956.
År 1958 försökte Gustaf VI Adolf få Ohlin och Jarl Hjalmarson att bilda regering, då folkpartiet, högerpartiet och centerpartiet hade majoritet i andra kammaren men försöket misslyckades. Samma år utlystes nyval med anledning av tjänstepensionsfrågan. I valet förlorade Folkpartiet 20 mandat, och Högerpartiet blev det största oppositionspartiet. Det var ett stort misslyckande för Ohlin.
Mellan 1961 och 1966 var Ohlin ordförande i den svenska delegationen till Nordiska rådet. 1967 lämnade han partiledarposten, 68 år gammal men ingick 1969–1970 i Europarörelsens riksdagsgrupp.
Han var ordförande för Kommittén för Sveriges Riksbanks pris i ekonomisk vetenskap till Alfred Nobels minne 1969–1974. År 1977 erhöll han Sveriges Riksbanks pris i ekonomisk vetenskap till Alfred Nobels minne för sina insatser vad gäller utrikeshandelsteori och utvecklingen av makroteorin.
Ohlin är begravd på Norra begravningsplatsen i Stockholm.

## Nationalekonomi

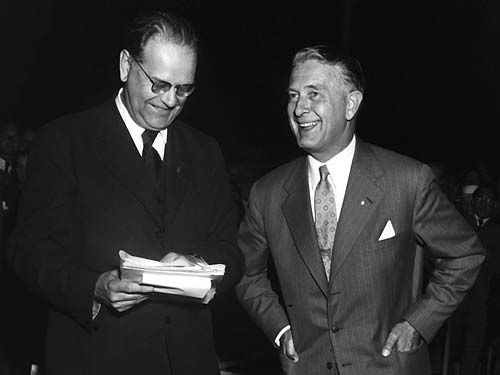
Statsminister Tage Erlander (t.v.) och Bertil Ohlin efter en valdebatt i Vasaparken i Stockholm 1954.

Bertil Ohlins främsta bidrag i nationalekonomi ligger inom den neoklassiska skolan med Heckscher-Ohlin-teoremet som han presenterade i sin doktorsavhandling Handelns teori, framlagd vid Stockholms högskola för professor Gustaf Cassel 1924 och i Interregional and International Trade (1933). Hans bidrag var en vidareutveckling av den teori Eli Heckscher lade fram i artikeln Utrikeshandelns verkan på inkomstfördelningen (1919). Dess vikt ligger i att förklara hur utrikeshandel och produktion förhåller sig till produktionsfaktorer inom ett område.
John Maynard Keynes' The end of Laissez-faire innebar för Ohlin att han hade ramverket för att överge den fria ekonomin, och kunde i stället förorda en aktiv ekonomisk politik, genom vilken sociala och finansiella mål kunde uppnås. Ohlins konjunkturteori, framlagd i hans statliga utredning Penningpolitik, offentliga arbeten, subventioner och tullar som medel mot arbetslöshet (1934) spann vidare på Gunnar Myrdals och Erik Lindahls arbeten inom Stockholmsskolan. I denna förespråkar han offentliga arbeten, om så finansierade med statliga lån, som en väg ur den ekonomiska krisen. De statliga lånen skulle kunna återbetalas vid högkonjunktur menade Ohlin, och en sådan skulle tvingas fram genom att efterfrågan på varor skulle öka om fler hade arbete. Detta blev det koncept som Sverige följde under stor del av återstoden av 1900-talet.
Ohlins och Stockholmsskolans teori om hur sysselssättningen skulle lösas har många beröringspunkter med den Keynes lade fram i General Theory. Frågan om vem som var först med de gemensamma grunddragen, och huruvida det varit konkreta påverkansströmmar, är omtvistad men har blivit mindre aktuell sedan Keynes' teori tappat i popularitet.

## Politik
År 1934 blev Ohlin vald till ordförande i Folkpartiets ungdomsförbund och 1938 blev han invald i första kammaren för Stockholms stads valkrets, där han satt till utgången av 1944. Han satt därefter i andra kammaren för samma valkrets fram till 1970. Han blev snabbt en uppburen politiker med sin nationalekonomiska karriär i bagaget och med sin kritik mot partivänners sympatier för en fri ekonomi, vilket han kallade ”direktörsfrihet”. Sitt politiska program kallade han ”socialliberalism”. Som riksdagsman var han bland annat ledamot av bankoutskottet 1940 och 1941–1944 samt i utrikesutskottet 1946–1968.

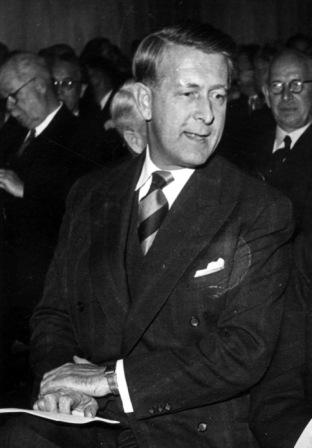
Bertil Ohlin på Arosmässan i Västerås i slutet av 1950-talet.

Under 1944 blev han både Gustaf Anderssons efterträdare som partiledare för Folkpartiet, vilket han var till 1967, och handelsminister i Per-Albin Hanssons samlingsregering, till 1945. Att valet föll på Ohlin i fråga om partiledarposten syntes vara självklart för partiledningen, och då en folkpartistisk post i regeringen skulle tillsättas, avgick socialdemokraten Herman Eriksson som handelsminister till Ohlins förmån. Under densamma tiden kritiserades han för att ha skrivit ledare i Stockholms-Tidningen, som blivit alltmera pronazistisk men detta var strömningar som han motarbetade.[källa behövs] I egenskap av riksdagsman framförde han också flera gånger önskemål om att samlingsregeringen skulle fördöma de tyska angreppen på grannländerna men skulle alltid ställa sig bakom neutralitetspolitiken, även senare under kalla kriget. Samtidigt var han till skillnad från flera av sina partikamrater försvarsvän.
När Ohlin tillträdde som partiledare hade han starkt bidragit till framgången vid det föregående andrakammarvalet 1944, genom skriften Efterkrigstidens samhälle. Som minister fick han ta över den redan framförhandlade Rysskrediten men ingen sådan verkställdes under hans ministertid. Det politiska och ekonomiska läget ledde dock till att han ställde sig bakom Ernst Wigforss bedömning att det var ett intressant förslag. Han deltog även i beslutet om den så kallade baltutlämningen.
Efter krigsslutet överlade Per Albin Hansson och Ohlin om möjligheten att bilda en koalitionsregering. Vänsterfalangen inom socialdemokratin hade dock en ideologi som Ohlin inte ville ställa sig bakom med en underordnad ställning i regeringen, varför han valde att i stället gå i opposition i riksdagen. Som oppositionsledare blev han den starkaste rösten emot Socialdemokraternas planer på socialisering, och i stället för planhushållning förordade han en blandekonomi med ett minimum av statlig intervenering i den fria ekonomin, eller "ramhushållning" som han själv benämnde detta system. Därmed kunde samarbetet med Gunnar Myrdal inte fortsätta, och det utspelades häftiga debatter dem emellan i plenisalen. Hans socialliberala åskådning blev mycket populär, och hans parti fick fyra gånger större mandat andrakammarvalet 1948 än föregående val. Som riksdagsman i andra kammaren var han ledamot av statsutskottet, första särskilda utskottet, talmanskonferensen och av utrikesutskottet.

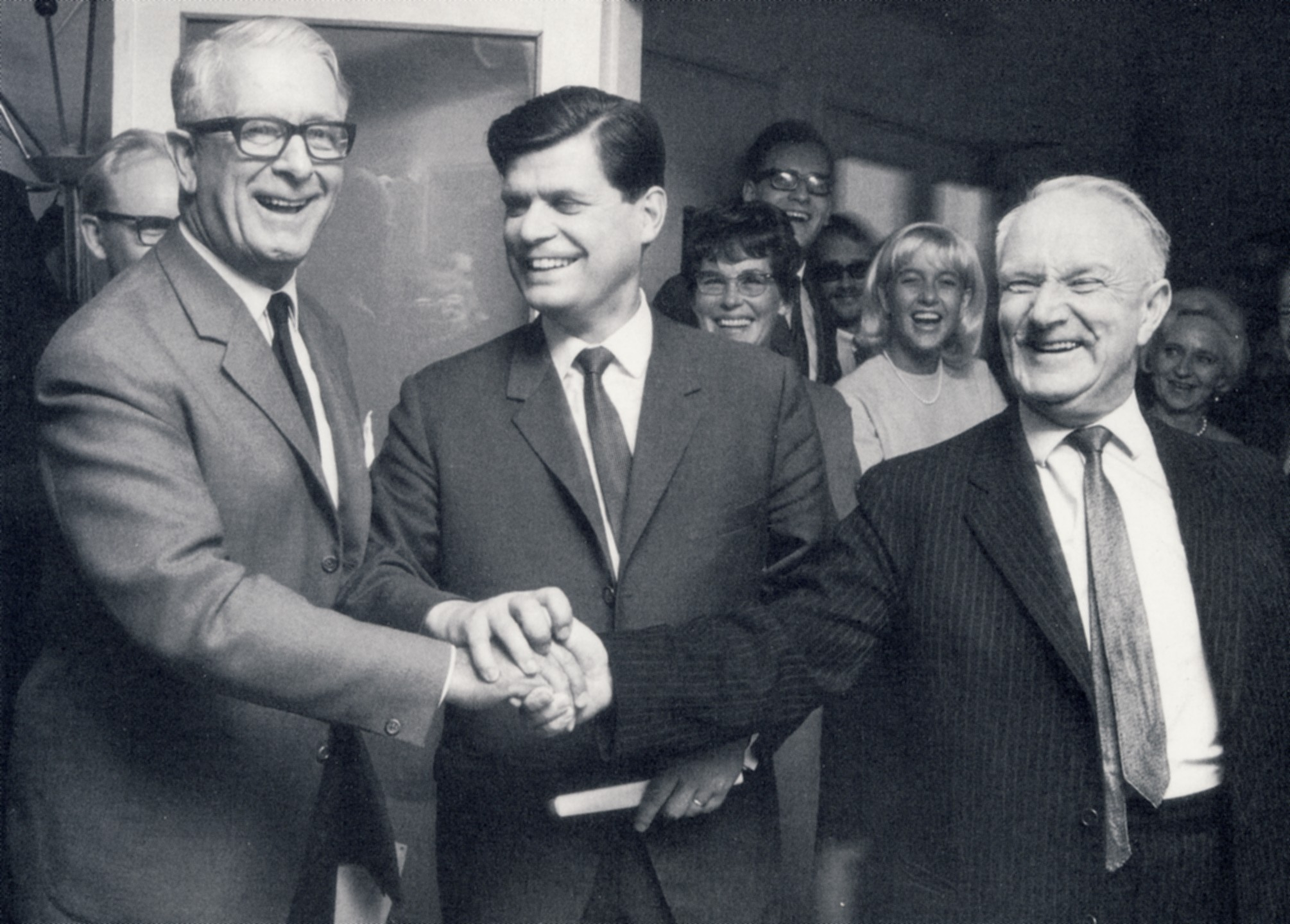
Ohlin, Yngve Holmberg (partiordförande för Högerpartiet-Moderaterna 1965–1970) och Gunnar Hedlund (Centerpartiets partiledare 1949–1971) 1966.

Friedrich von Hayeks Vägen till träldom utkom på svenska 1944, vilket blev ytterligare en vändpunkt för Ohlin. Han hämtade argument och impulser därifrån för att konfrontera socialdemokraterna vid förstakammarvalet 1946, då han framförde att deras ekonomiska politik inte var demokratisk. Till andrakammarvalet 1948 hade han hjälp av Herbert Tingsten, som framförde samma kritik i Dagens Nyheter. Senare under 1950-talet påbörjade han en ideologisk debattkrift, Demokratin, ekonomin och tryggheten men den blev ofullbordad. Framåt år 1960 blev han en häftig kritiker till storebrorstendenserna i det socialdemokratiska folkhemmet, och deras maktmonopol. Att stärka demokratin var också skälet till att han, i strid emot socialdemokraterna, var en av dem som hårdast drev kravet om att första kammaren skulle avskaffas.
Ohlins mor hade uppfostrat honom i nordicistisk anda, och dessa ränder gick aldrig ur. Som politiker verkade han ofta för samarbete mellan skandinaviska länder, och deltog i Nordiska rådet från starten 1953 till 1970, då han drog sig tillbaka från politiken.
Blockpolitiken luckrades tillfälligt upp under Ohlins första tid som partiledare men vid folkpartiets förlust vid andrakammarvalet 1958 fick socialdemokraterna tillsammans med kommunisterna majoritet i andra kammaren, varmed Ohlins reella inflytande minskade. Hans relation med Tage Erlander var präglad av ömsesidig misstro och kantrad av personlig oförenlighet. Ohlins erkänt breda kunskaper inom nationalekonomi verkade positivt granskande för den politiska utvecklingen i Sverige men hans akademiska förmåga att problematisera också sina egna förslag ledde enligt Claes-Henrik Siven till att han tappade väljarna.
Under 1960-talet blossade det upp en konflikt mellan moderpartiet och ungdomsförbundet under Per Ahlmark och dennes efterträdare Ola Ullsten. Till skillnad från den konflikt som varit mellan Ohlin och Gustaf Andersson hade den dock ingen ideologisk botten, utan grundade sig i den yngre generationens krav på föryngring i partiet och en omstrukturering av dess ledning. Genom påtryckningar lyckades ungdomsförbundet få in deras ordförande Ullsten i riksdagen på Folke Nihlfors plats efter andrakammarvalet 1964. Denna strömning motarbetades av Ohlin, och var hans första erfarenhet av att motarbetas av sina egna. Han avgick som partiledare vid landsmötet i Sundsvall 10–13 juni 1967 men kvarstod som riksdagsman.

Sitt sista stora anförande höll Ohlin vid folkpartiets landsmöte 1978 med anledning av löntagarfonderna

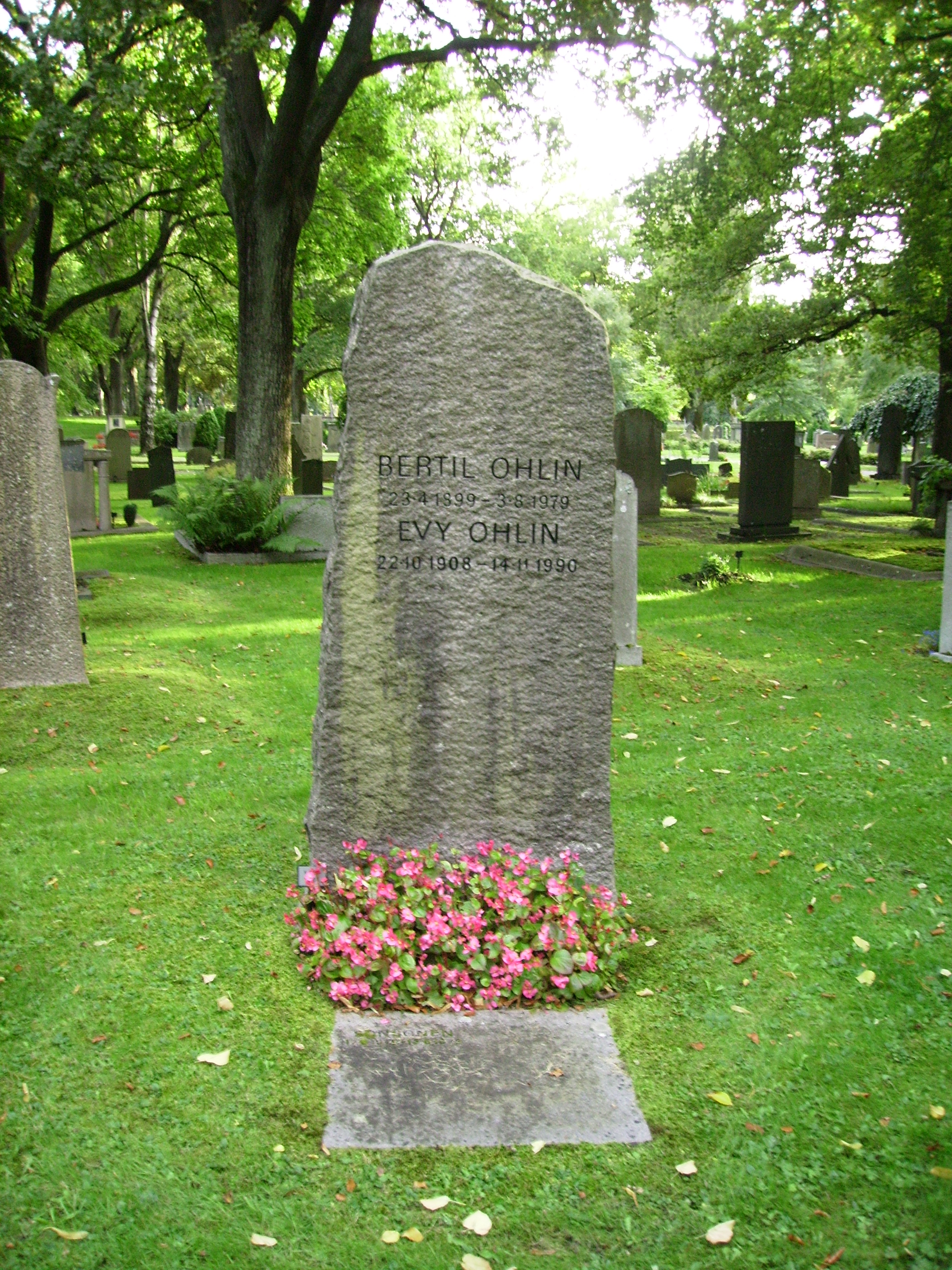
Bertil Ohlins gravvård på Norra begravningsplatsen i Stockholm.

## Utmärkelser
- Kommendör med stora korset av Nordstjärneorden, 4 juni 1965.[11]

- Hedersdoktor vid Columbia University
- Hedersdoktor vid Grenobles universitet
- Hedersdoktor vid Århus universitet
- Hedersdoktor vid Paris universitet
- Ledamot i Kungl. Ingenjörsvetenskapsakademien
- Ledamot i Kungl. Vetenskapsakademien
- Ledamot i Accademia dei Lincei
- Sveriges Riksbanks pris i ekonomisk vetenskap till Alfred Nobels minne 1977

## Övrigt
Handelshögskolan i Stockholm har namngivit flera salar i sina byggnader efter framstående akademiker som varit verksamma vid högskolan och donatorer. En föreläsningssal i Handelshögskolan i Stockholms huvudbyggnad på Sveavägen 65 i Stockholm har givits namnet Ohlinrummet efter Bertil Ohlin.
Handelshögskolan arrangerar under hösten varje år föreläsningar, kallade Ohlin Lectures (svenska: Ohlinföreläsningar), till Ohlins minne. Föreläsarna är av tradition utländska professorer som forskar kring ett ämne relaterat till Ohlins tidigare forskning. Föreläsningarna publiceras därefter i bokform av MIT Press i Cambridge, Massachusetts, USA och London, Storbritannien. Föreläsningarna finansieras genom stöd från bland annat Wallenbergstiftelserna. 1999 höll högskolan ett internationellt forskarsymposium för att fira 100-årsjubileet av Ohlins födelse, där ett stort antal internationellt ledande nationalekonomer deltog.
Den del av Saltmätargatan i Stockholm som ligger norr om Kungstensgatan och vid Handelshögskolans huvudbyggnad ändrade 2013 namn till Bertil Ohlins gata. Lotta Edholm, borgarråd och ordförande i utbildningsnämnden i Stockholms stad sedan 2006 samt gruppledare och främsta företrädare för Folkpartiet i staden, ledde den officiella invigningen av gatans nya namn, i samband med 2013 års Ohlinföreläsning vid högskolan. I sitt tal i samband med invigningen sa Edholm "Bertil Ohlin lade grunden till den moderna svenska liberalismen, som förenar tron på marknadsekonomin med ett starkt socialt engagemang. Hans betydelse för svensk politik sträcker sig långt utanför Folkpartiet. Det är glädjande att Stockholms stad nu hedrar hans minne på det här sättet. Bertil Ohlin kunde som få andra förena en livsbana som både statsman och forskare. Det känns därför särskilt passande att Bertil Ohlin hedras med en gata vid Handelshögskolan, där han hade sin civila gärning. Som nationalekonom visade Bertil Ohlin på kraften i frihandel mellan länder med olika förutsättningar. Att han 1977 mottog Nobelpriset i ekonomi var ett erkännande av det genomslag hans forskning fått världen över."
Handelshögskolan delar ut stipendier till ekonomie masterstudenter som skrivit framstående masteravhandlingar, bland annat The Bertil Ohlin Scholarship for Distinguished Master Thesis in International Economics (svenska: Bertil Ohlins stipendium för framstående masteravhandling i internationell ekonomi).

## Böcker av Bertil Ohlin
- Handelns teori (1924)
- Sæt produktionen i gang (1927)

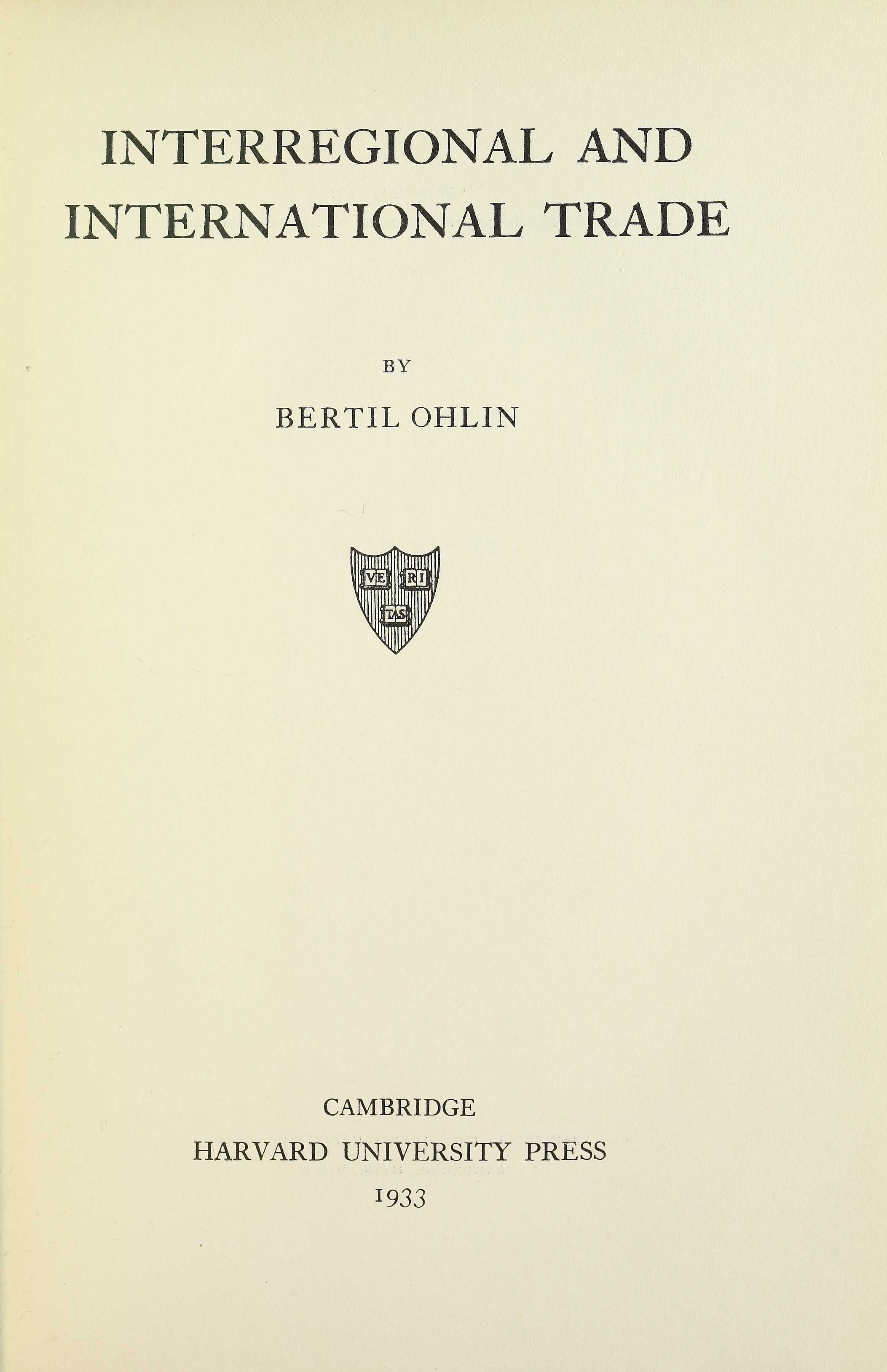
Interregional and international trade, 1933

- Interregional and International Trade (1933)
- Utrikeshandel och handelspolitik, 1:a uppl. 1934, 8 rev. uppl. 1965
- Penningpolitik, offentliga arbeten, subventioner och tullar som medel mot arbetslöshet, Arbetslöshetsutredningen (1927), SOU 1934:12, 1934
- Fri eller dirigerad ekonomi (1936)
- The Course and Phases of the World Economic Depression (1931), svenska: Staterna och världsekonomin - En diskussion om högkonjunkturen som grundval för det internationella varuutbytets återupptagande (1931)
- The Problem of Employment Stabilization (1949)
- Liberal utmaning (1963)
- Obekväma fakta (1971)
- ”Some Comments on Keynesianism and the Swedish Theory of Expansion before 1935” i Keynes, Cambridge and the General Theory (1977), red. Patkin & Leith
- Bertil Ohlins memoarer - Ung man blir politiker (1972)
- Bertil Ohlins memoarer - Socialistisk skördetid kom bort (1975)

Därtill ett flertal artiklar i många tidningar, utredningar, böcker och tidskrifter, samt politiska anföranden, motioner, med mera.